# Фондомісткість
Фондомíсткість — це показник, зворотній фондовіддачі, який показує величину вартості основних фондів, що припадає на одиницю продукції, випущену підприємством. Цей показник слугує для визначення ефективності використання основних фондів організації.
Обернене значення до фондорентабельності.
Фондомісткість виробництва — показник, що характеризує потребу в основних виробничих фондах для забезпечення виробництва одиниці продукції або виконання одиниці обсягу робіт як відношення вартості основних виробничих фондів підприємства до вартості валової продукції, що виробляється за рік.